# Hoshihananomia olbrechtsi
Hoshihananomia olbrechtsi es una especie de coleóptero de la familia Mordellidae.

## Distribución geográfica
Habita en República Democrática del Congo.